# Jacques Baron
Jacques Baron (* 21. Februar 1905 in Paris; † 30. März 1986 ebenda) war ein französischer Schriftsteller.

## Leben und Werk
Jacques Baron wuchs bis 1920 in Nantes auf. Dann ging er mit seinen Eltern nach Paris. Dort war er schon früh Mitarbeiter der von Roger Vitrac und René Crevel gegründeten dadaistischen Zeitung Aventure. Zusammen mit Vitrac schloss er sich 1922 der surrealistischen Bewegung an. Ein von Man Ray geschaffenes Photo zeigt ihn 1922 zusammen mit René Crevel und Tristan Tzara. 1924 ist er Unterzeichner des ersten surrealistischen Manifests. Im Moment des zweiten Manifests von 1929 war er (als Mitbegründer der Revue marxiste, 1926–1933) bereits aus der Gruppe ausgeschlossen.
1933 gehörte Baron zu den Mitgründern der Zeitschrift Phare de Neuilly (4 Nummern). Dann gründete er mit Florence Gilliam die Zeitschrift Gargoyle. Ab 1935 war er Radioreporter, zuerst in Paris beim Sender Le Poste parisien, ab 1946 für Radio Monte-Carlo, dann bis 1954 für Radio-Maroc. Schließlich war er stellvertretender Chefredakteur der Nachrichtenagentur Informations et documents. Ab 1959 war er Reihenherausgeber im Verlag Éditions Denoël.
Er schrieb Gedichte, zwei Romane, Kunstkritik und Erinnerungen.
Sein Nachlass befindet sich in der Stadtbibliothek Nantes.

## Werke (Auswahl)

### Dichtung
- L’allure poétique. Éditions de la Nouvelle Revue Française, Paris 1924. (Portrait des Autors von Man Ray)
- Paroles, 1923–1927. Les Cahiers du Sud, Marseille 1929. (Titelbild von Max Ernst)
- Peines perdues. R.-A. Corrêa, Paris 1933. (Einführung von Georges Ribemont-Dessaignes)
- Les Quatre Temps. 1956, (Prix Guillaume Apollinaire)
- L’Allure poétique 1924–1974. Gallimard, Paris 1974. (Gesammelte Gedichte)
- La vie lavable. Belfond, Paris 1982. (Neue Gedichte)
- Le temps s’en va, Madame. Hrsg. Massimo Riposati. Ed. Carta Segrete, Rom 1982. (Zeichnungen von Sergio Ceccotti. Übersetzt von Luciana Frezza. Einführung von Georges de Canino)

### Weitere Werke
- Charbon de mer. Roman. Gallimard, Paris 1935. (Prix des Deux Magots)
- Le noir de l’azur. Roman. Éditions du Bateau ivre, Paris 1946.
- L’an I du Surréalisme. Suivi de l’An dernier. Denoël, Paris 1969. (Erinnerungen) (Prix Cazes)
- Max Papart. Le musée de poche, Paris 1976.
- Anthologie plastique du surréalisme. Filipacchi, Paris 1980. (Vorwort von Timothy Baum)